# NGC 3631
NGC 3631 (również PGC 34767 lub UGC 6360) – galaktyka spiralna (Sc), znajdująca się w gwiazdozbiorze Wielkiej Niedźwiedzicy. Odkrył ją William Herschel 14 kwietnia 1789 roku. Została skatalogowana jako Arp 27 w Atlasie Osobliwych Galaktyk.
W galaktyce tej zaobserwowano supernowe SN 1964A, SN 1965L i SN 1996bu.